# (7297) 1992 UG
A (7297) 1992 UG a Naprendszer kisbolygóövében található aszteroida. Atsushi Sugie fedezte fel 1992. október 21-én.